# Nii Quaynor
Nii Narku Quaynor, né en 1945, est un scientifique et ingénieur ghanéen qui joue un rôle important dans l'introduction et le développement d'Internet en Afrique.

## Biographie
Nii Quaynor est diplômé en sciences de l'ingénieur au Dartmouth College en 1972 et obtient un baccalauréat en ingénierie de la Thayer School of Engineering en 1973. Il étudie ensuite l'informatique, et il obtient une maîtrise à l'Université d'État de New York à Stony Brook en 1974 et un doctorat à la même université en 1977. Au Ghana, Nii Quaynor fréquente auparavant l'école technique secondaire de Kinbu, le Collège Adisadel et la Achimota School.
Nii Quaynor est l'un des membres fondateurs du département d'informatique de l'Université de Cape Coast au Ghana et il continue à y occuper un poste de professeur. Nii Quaynor est également membre du Conseil de l’Université du Ghana.
En 2000, il devient directeur de l’ICANN pour l'Afrique.

## Travaux en télécommunications et Internet
À son retour des États-Unis au Ghana au début des années 1990, Quaynor établit certaines des premières connexions Internet en Afrique et participe à la création de certaines organisations, notamment l'African Network Operators Group (AfNOG). Il introduit les réseaux SWIFT, Internet et Commerce, et est président fondateur d'AfriNIC, le registre des numéros africains.
Quaynor est le président de la société ghanéenne Network Computer Systems, membre du Groupe consultatif du Secrétaire général des Nations Unies sur les TIC, membre du Conseil des télécommunications de l'UIT, président du Groupe de travail Internet de l'OUA, président de l'Internet Society of Ghana et membre du TAP Infodev de la Banque mondiale.
Quaynor est également commissaire de la Commission mondiale sur la gouvernance de l’Internet. 

## Prix et distinctions
- 2015 : prix Ethos multipartite 2015 de l'ICANN avec Cheryl Langdon Orr[4].
- 2013 : intronisé au Temple de la renommée d'Internet de la Internet Society[5].
- 2007 :  prix Jon-Postel de l'IETF.